# Заречное (Зачепиловский район)
Заречное (укр. Зарічне), село, Малоорчиковский сельский совет, Зачепиловский район, Харьковская область, Украина.
Код КОАТУУ — 6322282003. Население по переписи 2001 года составляет 212 (100/112 м/ж) человек.

## Географическое положение
Село Заречное находится в месте впадения реки Орчик (правый берег) в реку Орель (правый берег), выше по течению реки Орчик примыкает к селу Орчик, на противоположном берегу реки — село Малый Орчик.

## История
- 1750 — дата основания.

В 1946 г. Указом ПВС УССР хутор Жабокряковка переименован в Заречный.

## Экономика
- Молочно-товарная и птице-товарная фермы.

## Объекты социальной сферы
- Спортивная площадка.

## Достопримечательности
- Братская могила советских воинов.